# Eliza Gilkyson
Eliza Gilkyson (Hollywood, California, 24 de agosto de 1950) es una cantante estadounidense de folk y americana con base en Austin, Texas.

## Vida
Es la hija Jane y del compositor y músico folk Terry Gilkyson. Su hermano es el guitarrista Tony Gilkyson, quién tocó con las bandas Lone Justice y X. Está casada con el profesor y autor Robert Jensen.

## Carrera
Gilkyson primero graba como vocalista en demos y bandas sonoras producidas por su padre, quien escribió varios éxitos en los años 50 y primeros 60 y fue conocido también como compositor para películas de Disney en los años 60. 
Más tarde publica Eliza '69, su primer álbum, en 1969 mientras formaba una familia en Santa Fe, Nuevo México y no publicó su segundo álbum, Amor del Corazón, hasta diez años más tarde. Se traslada a Austin, Texas en 1981 y publica su siguiente álbum Peregrinos antes de mudarse a Los Ángeles en 1987.
Después de una breve estancia en Los Ángeles, regresa a Nuevo México en los primeros 90, publicando varios álbumes de material original. En 1993 colabora con el artista de New Age Andreas Vollenweider en su registro, Eolian Minstrel. Ha publicado con el sello Red House Records desde 2000, a pesar de que también ha trabajado en tres álbumes independientemente, grabando en su etiqueta propia, Realiza Records. En 2003 fue incluida en la Texas Music Hall of Fame. Su tercer álbum con Red House, Tierra de Leche y Miel fue publicado en 2004 y fue nominado para un Grammy.
En 2005, publica Hotel Paraíso con el tema "Réquiem" sobre el terremoto del océano Índico de diciembre de 2004 y su posterior tsunami. Coincidiendo con la devastación del Huracán Katrina, de la región de Costa del Golfo en agosto de 2005, esta canción fue escogida por muchos oyentes como canción de oración y consuelo. El mismo año fue reconocida con 3 Austin Music Awards y 4 Folk Alliance Music Awards, uno de los cuales fue para su tema "Hombre de Dios" sobre la administración de Bush.
En 2008, salió su álbum Beautiful World. En él las canciones varían desde íntimas baladas a denuncias contra la máquina imperialista. En 2010 ha colaborado en un álbum titulado Red Horse con dos de sus compañeros de Red House Records, John Gorka y Lucy Kaplansky. 
En 2011 aparece su álbum Rosas al Final del Tiempo y en 2014 publicó Los Diarios Nocturnos qué fue nominado al Grammy a mejor Álbum Folk. Ambos CD fueron grabados en su casa con la ayuda de su hijo y coproductor Cisco Ryder, que le dedicó más tiempo en el estudio y consiguió unos álbumes más personales y eclécticos. Eliza continúa actuando aproximadamente en 150 fechas por año en los Estados Unidos y en el extranjero, así como estancias anuales en talleres de creación de canciones cerca de Taos, Nuevo México.

## Discografía

### Álbumes
- 1969 – Eliza '69, Mont Clare Records (descatalogado)
- 1979 – Love from the Heart, Lisa Gilkyson, Helios Records (out of print)
- 1982 – No Commercial Potential, Lisa Gilkyson, Wind River Productions
- 1984 – Eliza Gilkyson / Mark Hallman, SouthCoast Records (EP - descatalogado)
- 1987 – Pilgrims, Gold Castle Records
- 1988 – Legends of Rainmaker, Gold Castle Records (descatalogado)
- 1992 – Through the Looking Glass, Private Music
- 1993 – Eolian Minstrel por Andreas Vollenweider, vocals, acoustic guitar, and lyrical co-author, although Gilkyson's credit only appears in the liner notes, Capitol Records
- 1994 – Undressed, Realiza Records (descatalogado)
- 1997 – Redemption Road, Silverwave Records
- 1999 – Misfits, Realiza Records
- 2000 – Hard Times in Babylon, Red House Records
- 2001 – More Than a Song, con Ad Vanderveen y Ian Matthews, Perfect Pitch Productions
- 2002 – Lost and Found, Red House Records
- 2004 – Land of Milk and Honey, Red House Records
- 2005 – RetroSpecto, Realiza Records
- 2005 – Paradise Hotel, Red House Records
- 2007 – Your Town Tonight, Red House Records
- 2008 – Beautiful World, Red House Records
- 2010 – Red Horse con John Gorka y Lucy Kaplansky, Red House Records
- 2011 – Roses At The End Of Time, Red House Records
- 2014 – The Nocturne Diaries, Red House Records
- 2018 – Secularia, Red House Records

### DVD
- 2008 - Live From Austin, Texas